# 武田信豐 (若狹武田氏)
武田信豐（1514年10月22日—?），日本戰國時代的武將、大名。若狹武田氏第7代當主。父親是武田元光。

## 生平
在永正11年（1514年）出生，家中長男。父親元光是若狹國守護。迎近江國守護六角定賴的女兒為妻。
天文7年（1538年），在擊敗擁立叔父武田信孝的粟屋元隆前後（『親俊日記』），即天文8年（1539年）受父親讓予家督。向丹後國出兵，平定加佐郡，令家臣白井氏擔任郡代。
天文11年（1542年），受義兄細川晴元邀請，進攻河內國太平寺的三好長慶，不過被擊敗，失去許多有力武將。天文21年（1552年），在若狹擁護被長慶流放的晴元，表演連歌。天文23年（1554年），受晴元邀請，令逸見昌經向丹波國出兵，與長慶的家臣松永長賴戰鬥，不過戰敗。
在弘治2年（1556年）期間開始，因為隱居問題而與嫡男義統鬥爭。在這場鬥爭中，因為投向信豐方的信高死去，於是陷入劣勢並向近江國逃亡。永祿4年（1561年），在雙方達成和議後歸國。在這段時間，出家並號紹真。永祿10年（1567年），義統病死。翌年（1568年），持續內亂的若狹國被越前國的朝倉氏平定，因為義統的兒子元明跟隨朝倉氏返國，若狹武田氏在事實上失去若狹國的支配權。永祿12年（1569年），在里村紹巴訪問若狹時，舉行連歌會和『源氏物語』的講釋會。
卒年不詳。法名是靈雲寺殿大仙紹其。

## 外部連結
- 武家家伝＿若狭武田氏 （页面存档备份，存于）